# Lambert Sustris
Lambert Sustris (n. 1515, Amsterdam, Țările de Jos Habsburgice⁠(d) – d. 1584, Padova, Republica Veneția) a fost un pictor neerlandez activ în principal în Veneția. Lucrările realizate de Sustris în Italia prezintă fie un stil manierist, fie calități care pot fi considerate proto-baroce. El este numit și Alberto de Olanda. S-a născut la Amsterdam și a sosit în Veneția pe când avea peste 40 de ani. Formarea lui este necunoscută, dar a fost folosit de atelierul lui Titian pentru reprezentarea peisajelor. L-a însoțit pe Titian în călătoriile sale la Augsburg în 1548 și 1550-1551 unde au realizat portrete. Revenind la Veneția, a fost influențat de Parmigianino și Andrea Meldolla. A fost profesorul lui Girolamo Muziano. Fiul lui a fost Friedrich Sustris.

## Lucrări
- Hermippe (între 1540 și 1565)
- Perseus și Andromeda (c. 1545)[8]
- Botezul eunucului etiopian de către diaconul Filip (între 1545 și 1550)
- Noli me tangere (între 1548 și 1553), aflat acum la Palais des Beaux-Arts de Lille
- Hans Christoph Vöhlin von Frickenhausen (1552)
- Judith ținând capul lui of Holofernes, ulei pe pânză, Palais des Beaux-Arts de Lille
- Jupiter și Io (între 1557 și 1563), Muzeul Ermitaj, Sankt Petersburg
- Otto von Waldburg (secolul al XVI-lea)
- Pietà și îngerii (secolul al XVI-lea)
- Fecioara și Copilul cu Sfânta Ana și copilul Sfântul Ioan (a doua jumătata e secolului al XVI-lea)

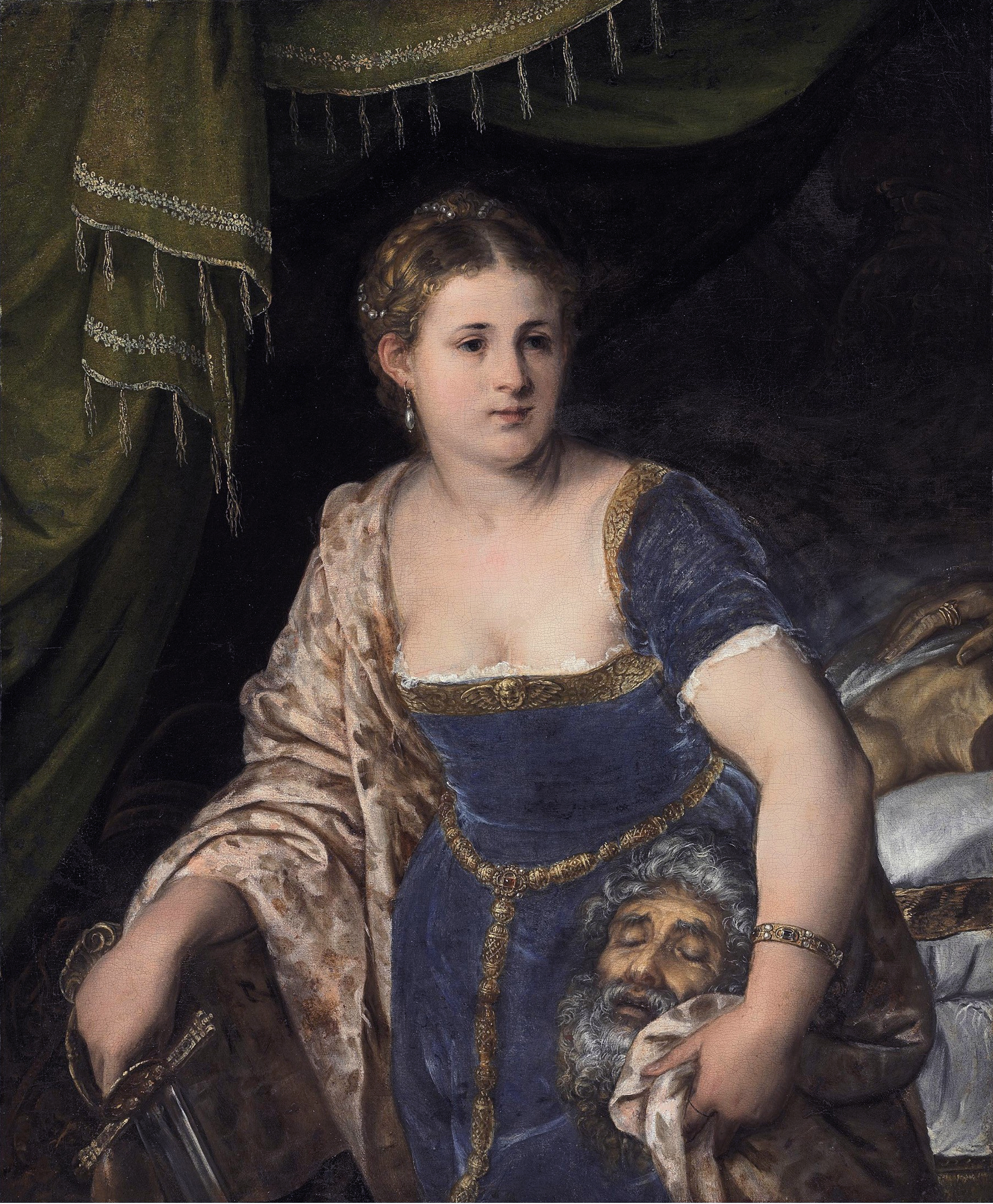
Judith ținând capul lui of Holofernes
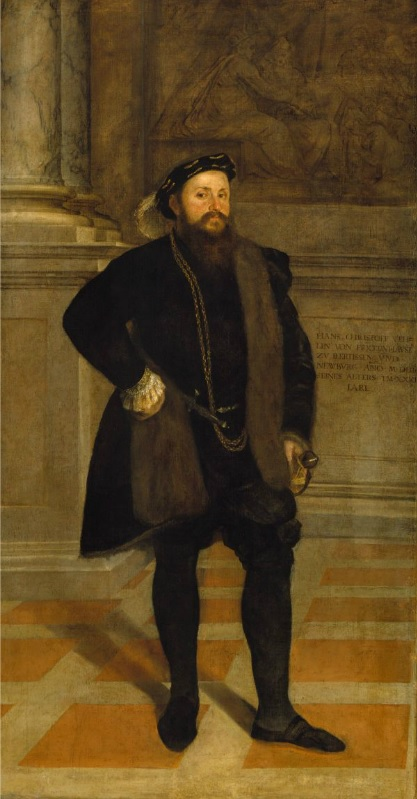
Hans Christoph Vöhlin von Frickenhausen
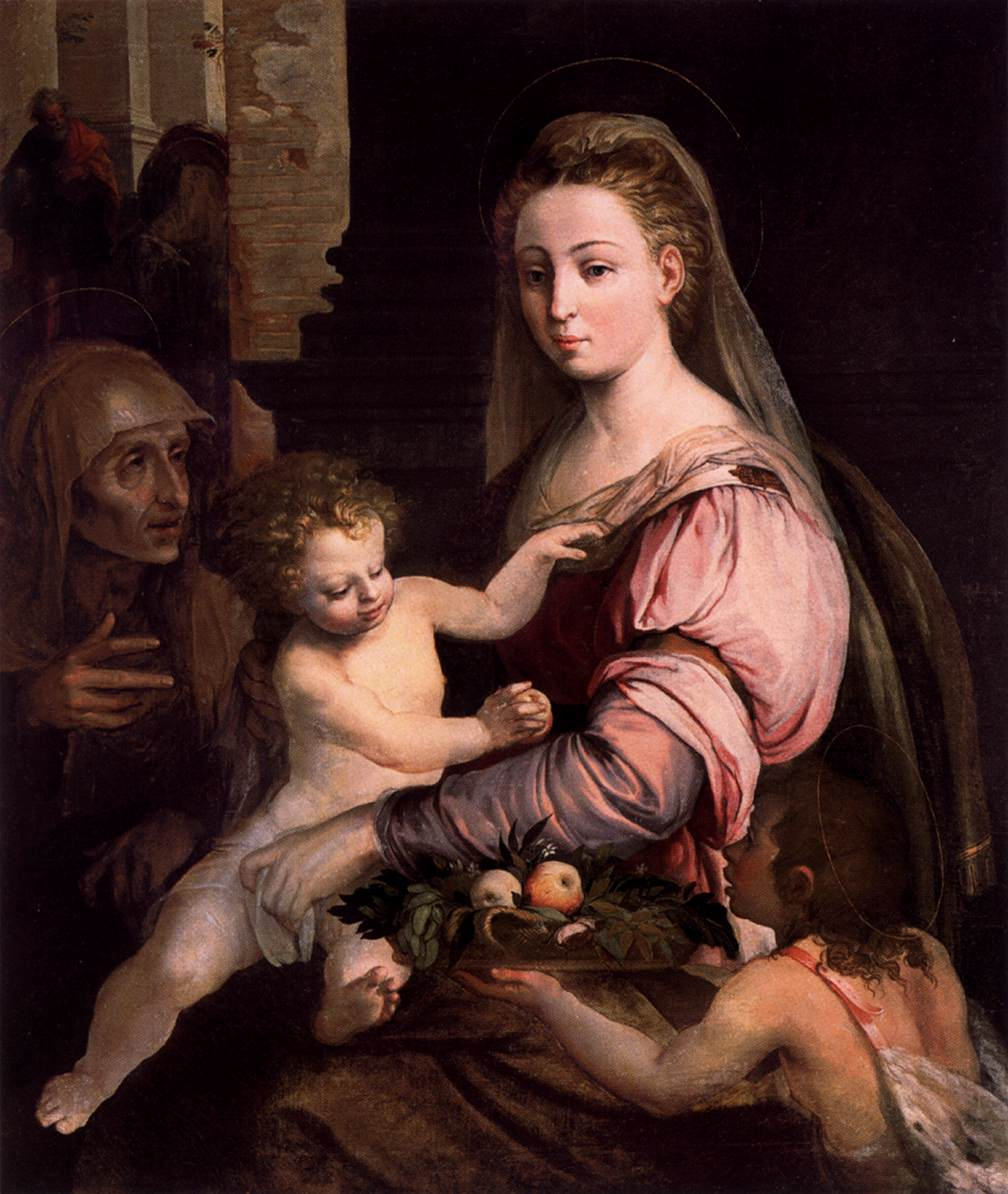
Fecioara și Copilul cu Sfânta Ana și copilul Sfântul Ioan

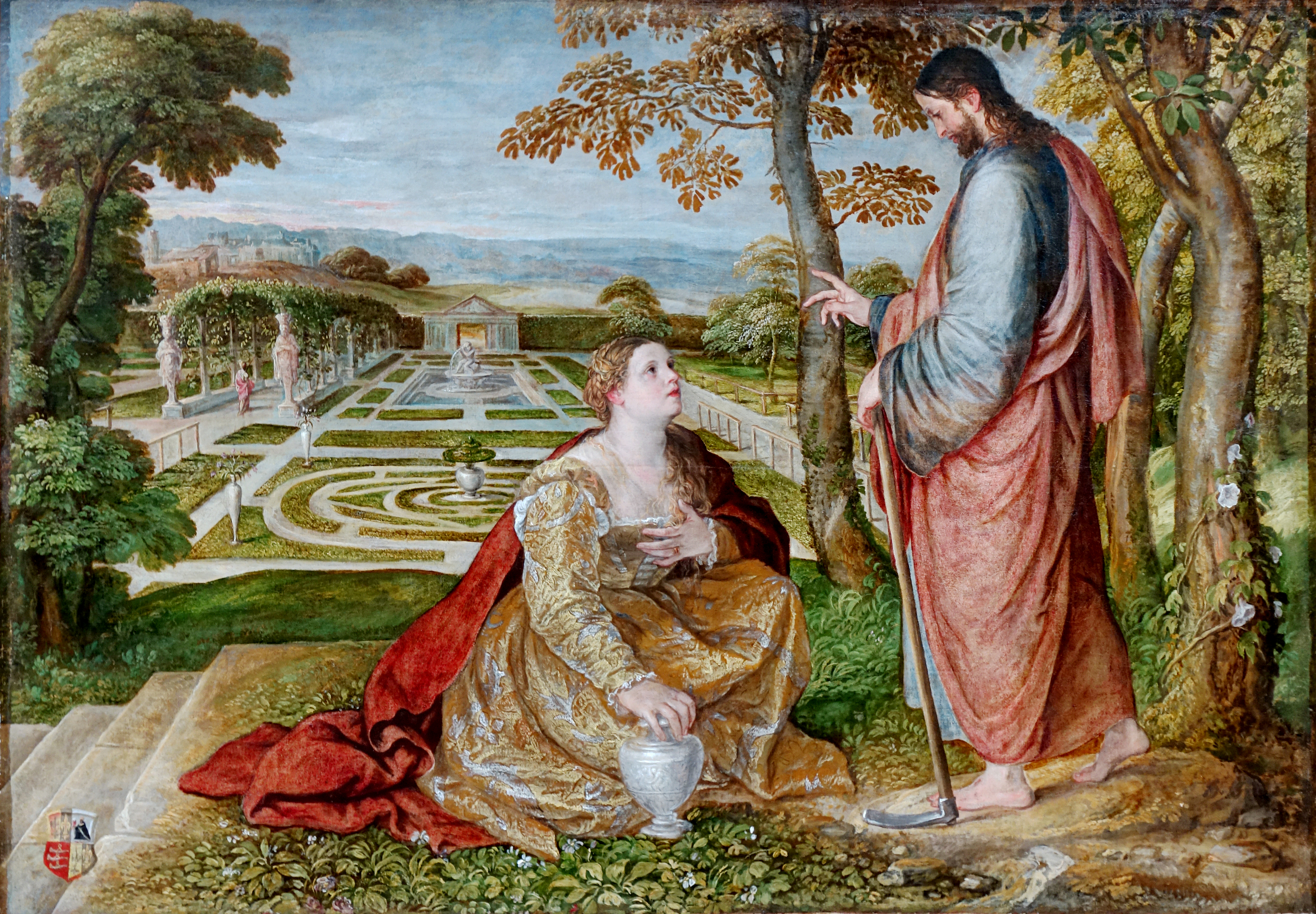
Noli me tangere
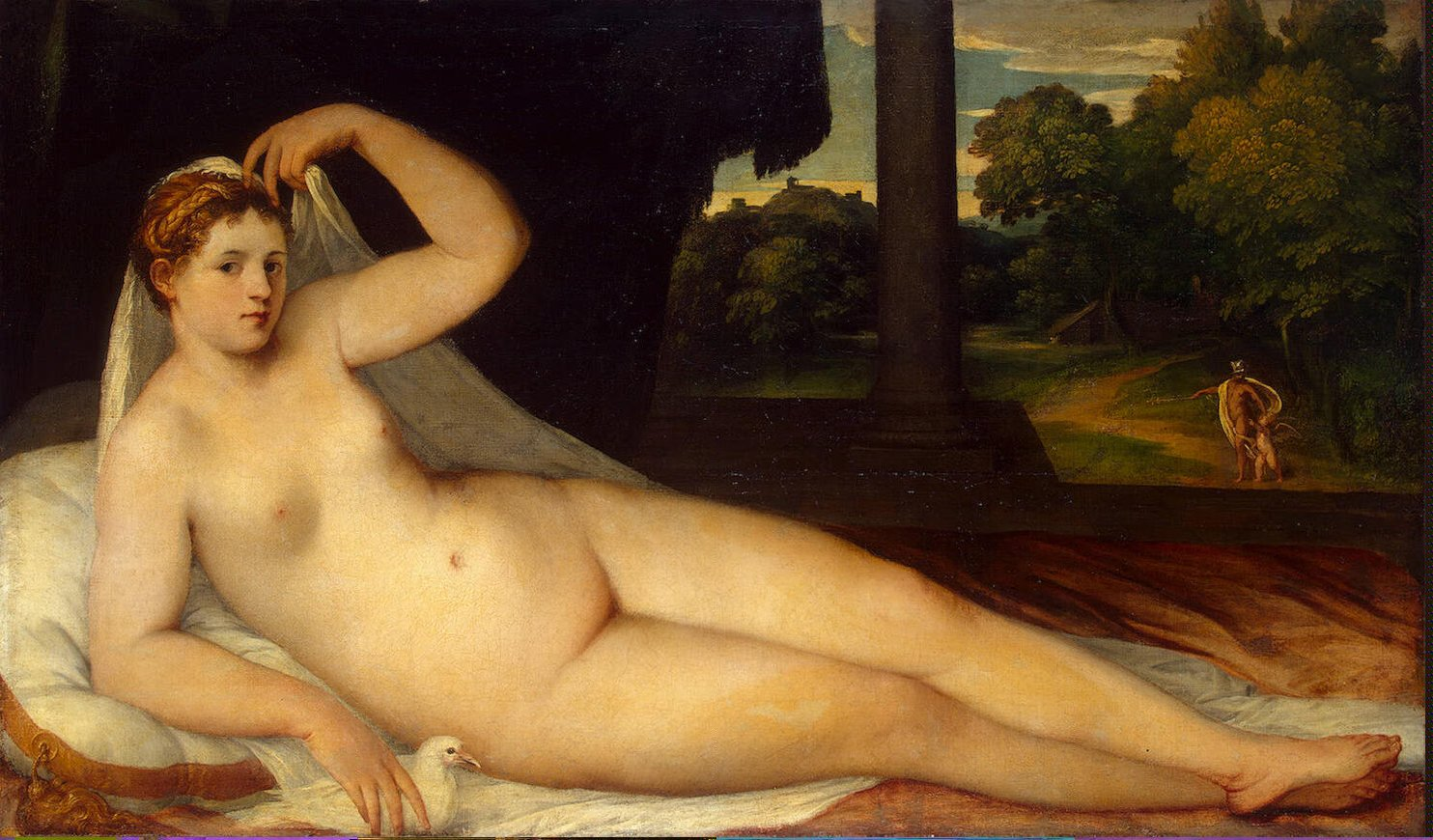
Venus

## Legături externe
- en Italian Paintings, Venetian School, a collection catalog containing information about the artist and their works (see index; plate 59).